# أبو سريع محمد عبد الهادى
أبو سريع محمد عبد الهادي (1939 - 2010) هو أستاذ ورئيس قسم الشريعة بكلية دار العلوم بجامعة الفيوم، وعضو لجنة الفتوى ومؤلف مصري.

## حياته ونشأته
ولد الدكتور أبو سريع محمد عبد الهادي في ديسمبر عام 1939 بقرية باسوس، وقد حصل على عدة شهادات علمية منها:
- بكالوريوس في الشريعة الإسلامية – كلية الشريعة – جامعة الأزهر عام 1966 .
- •ماجستير في الفقه المقارن - كلية الشريعة - جامعة الأزهر عام 1975 .
- •دكتوراه في الفقه المقارن - كلية الشريعة - جامعة الأزهر عام 1979 .
- •دبلوم التربية وعلم النفس - كلية التربية - من جامعة عين شمس عام 1977 .
- •ليسانس الحقوق – جامعة عين شمس - عام 1998 .
- له ولدان (مصطفى أبو سريع - المحامي، وأيمن أبو سريع ( باحث بوزارة الثقافة ).

## مسيرته[5]
- أستاذ مساعد بجامعة الملك محمد بن سعود بالمملكة العربية السعودية.
- •أستاذ مشارك بجامعة الأمام بالمملكة العربية السعودية.
- •أستاذ ورئيس قسم الشريعة بكلية دار العلوم بالفيوم، جامعة القاهرة.
- •أستاذ ورئيس قسم الدراسات الإسلامية بكلية التربية بالفيوم - جامعة القاهرة.
- مدرس: من عام 1985 وحتى عام 1992 .
- أستاذ مساعد: من عام 1992 وحتى عام 1999 .
- أستاذ: من عام 1999 وحتى عام 2009 .
- أستاذ متفرغ: من عام 2009 وحتى وفاته.

## مؤلفاته
1. أحكام الطهارة في الفقه الإسلامي.
2. أحكام الصوم والاعتكاف.[6]
3. أحكام الحج والعمرة في الفقه الإسلامي.
4. الربا والقروض في الفقه الإسلامي.
5. الأطعمة والذبائح في الفقه الإسلامي.
6. التيسير في فقه الإمام أبن تيمية.
7. حكم الإسلام في زواج المتعة.
8. حكم الإسلام في أطفال الأنابيب.
9. لا يرد القضاء إلا الدعاء.
10. مع الرسول صل الله عليه وسلم في سكرات الموت.
11. تفسير سورة الأحزاب والأحكام المستنبطة منها.
12. التداوي وطرق العلاج في الفقه الإسلامي.
13. فقه المرأة المسلمة في الجنايات.
14. دراسات في تفسير القرآن الكريم.
15. حكم حبس وتعذيب الحيوانات والطيور.
16. قضايا إسلامية.

## الأبحاث العلمية
- أحكام الطهارة في الفقه.
- أحكام الصوم والاعتصام.
- أحكام الحج والعمرة.
- الأطعمة والذبائح.